# Stifte und Klöster in Österreich (Briefmarkenserie)
Stifte und Klöster in Österreich ist eine Dauermarkenserie von Österreich mit 18 Werten, welche von 1984 bis 1992 erschienen ist. Jede Marke zeigt ein österreichisches Stift oder Kloster.

## Markenformat
- Querformat

## Zähnung
- Kammzähnung

## Entwurf
- Otto Zeiller (bis 1991)
- Werner Pfeiler (ab 1992)

## Stich
- Werner Pfeiler

## Druck
Die Österreichische Staatsdruckerei verwendete Stichtiefdruck und Rastertiefdruck als Kombinationsdruck. Die Marken wurden in Bögen zu je 100 Stück gedruckt.

## Auflagezahlen
Die Auflagenzahlen sind großteils nicht bekannt, erfahrungsgemäß kann aber davon ausgegangen werden, dass sie bis zu einigen hundert Millionen je Ausgabe betrugen. Aufgrund der Portostufe und der Laufzeit ist die Dauermarke zu 5,00 am häufigsten produziert worden. Die Werte zu 12,00 und 17,00 sind am wenigsten verbreitet.

## Besonderheiten
Die darauffolgende Dauermarkenserie der österreichischen Post wurde mit Kunstwerke aus Stiften und Klöstern in Österreich bezeichnet. Da diese Marken ein anderes Erscheinungsbild und teilweise die gleichen Wertstufen wie die Vorgängerserie haben, wird diese Ausgabe als eigene Dauermarkenserie angesehen.
Vorgänger dieser Serie waren die Landschaften aus Österreich.

## Marktwert
Die Marken sind im postfrischen Zustand wertvoller, als im gebrauchten bzw. gestempelten, da durch die häufige alltägliche Verwendung ein großer Bestand vorhanden ist.
Wie bei den meisten Briefmarken ist der Wert aus den Briefmarkenkatalogen jedoch auch hier sehr stark überzeichnet, vor allem, wenn in größeren Mengen (Kiloware) gehandelt wird. Der Preis in den Katalogen kann aber als Vergleichswert zwischen Briefmarken herangezogen werden.
Durch die Euro-Einführung verloren die Marken mit Schillingwerten deutlich an Wert, da diese nach einer Übergangszeit, wo ein Umtausch möglich war, nun nicht mehr frankaturgültig sind.
Beim gestempelten Zustand ist der Preis sehr stark von der Qualität und der Lesbarkeit des Stempels (Datum, Ort, Postleitzahl) abhängig. Komplette Serien mit schönen Stempeln werden teurer gehandelt.

## Liste der Ausgaben
| Werte in Schilling | Motiv                                         | Bundesland       | Farbe      | Ausgabedatum       | Auflagenzahl | ANK Katalog Nummer | MiNr. |
| ------------------ | --------------------------------------------- | ---------------- | ---------- | ------------------ | ------------ | ------------------ | ----- |
| 0,50               | Stift Vorau                                   | Steiermark       | mehrfarbig | 12. Oktober 1990   | unbekannt    | 2014               | 2006  |
| 1,00               | Zisterzienserabtei Mehrerau                   | Vorarlberg       | mehrfarbig | 1. September 1989  | unbekannt    | 1994               | 1967  |
| 1,50               | Kloster des Deutschen Ordens in Wien          | Wien             | mehrfarbig | 23. Dezember 1992  | unbekannt    | 2111               | 2080  |
| 2,00               | Stift Michaelbeuern                           | Salzburg         | mehrfarbig | 27. September 1991 | unbekannt    | 2070               | 2039  |
| 3,50               | Stift Geras                                   | Niederösterreich | mehrfarbig | 27. April 1984     | unbekannt    | 1806               | 1768  |
| 4,00               | Stift Stams                                   | Tirol            | mehrfarbig | 28. September 1984 | unbekannt    | 1807               | 1791  |
| 4,50               | Stift Schlägl                                 | Oberösterreich   | mehrfarbig | 18. Mai 1984       | unbekannt    | 1808               | 1776  |
| 5,00               | Stift St. Paul im Lavanttal                   | Kärnten          | mehrfarbig | 27. September 1985 | unbekannt    | 1858               | 1827  |
| 5,50               | Propstei Sankt Gerold                         | Vorarlberg       | mehrfarbig | 12. September 1986 | unbekannt    | 1890               | 1859  |
| 6,00               | Stift Rein-Hohenfurth                         | Steiermark       | mehrfarbig | 4. Oktober 1984    | unbekannt    | 1809               | 1792  |
| 7,00               | Kloster Loretto                               | Burgenland       | mehrfarbig | 14. August 1987    | unbekannt    | 1925               | 1894  |
| 7,50               | Dominikanerkloster                            | Wien             | mehrfarbig | 30. Oktober 1986   | unbekannt    | 1894               | 1863  |
| 8,00               | Stift Zwettl                                  | Niederösterreich | mehrfarbig | 27. Mai 1988       | unbekannt    | 1956               | 1925  |
| 10,00              | Stift Wilten                                  | Tirol            | mehrfarbig | 18. März 1988      | unbekannt    | 1946               | 1915  |
| 11,00              | Stift Engelszell                              | Oberösterreich   | mehrfarbig | 9. März 1990       | unbekannt    | 2015               | 1982  |
| 12,00              | Konvent der Barmherzigen Brüder in Eisenstadt | Burgenland       | mehrfarbig | 17. Juni 1992      | unbekannt    | 2102               | 2071  |
| 17,00              | Erzabtei St. Peter                            | Salzburg         | mehrfarbig | 29. Juni 1989      | unbekannt    | 1995               | 1963  |
| 20,00              | Kloster Wernberg                              | Kärnten          | mehrfarbig | 3. Mai 1991        | unbekannt    | 2057               | 2025  |